# Ceratizit-WNT Pro Cycling Team
Ceratizit-WNT Pro Cycling Team (Kod UCI: WNT) – niemiecka profesjonalna kobieca grupa kolarska powstała w 2014.

## Nazwa grupy w poszczególnych latach
| lata      | nazwa                          |
| --------- | ------------------------------ |
| 2014–2017 | Team WNT                       |
| 2018–2019 | WNT-Rotor Pro Cycling Team     |
| od 2020   | Ceratizit-WNT Pro Cycling Team |

## Obecny skład (2024)
| Skład drużyny 2024      | Skład drużyny 2024   | Skład drużyny 2024 | Skład drużyny 2024                     |
| Imię i nazwisko         | Data urodzenia       | Państwo            | Poprzednia grupa                       |
| ----------------------- | -------------------- | ------------------ | -------------------------------------- |
| Sandra Alonso           | 19 sierpnia 1998     | Hiszpania          | Bizkaia-Durango (2021)                 |
| Katie Archibald         | 12 marca 1994        | Wielka Brytania    | Wiggle High5 (2018)                    |
| Alice Maria Arzuffi     | 19 listopada 1994    | Włochy             | Valcar-Travel & Service (2022)         |
| Laura Asencio           | 14 maja 1998         | Francja            | DN Auvergne-Rhône Alpes (2018)         |
| Nina Berton             | 3 sierpnia 2001      | Luksemburg         | Andy Schleck-CP NVST-Immo Losch (2022) |
| Franziska Brauße        | 20 listopada 1998    | Niemcy             |                                        |
| Mylène de Zoete         | 3 stycznia 1999      | Holandia           | AG Insurance NXTG (2022)               |
| Lana Eberle             | 28 listopada 2003    | Niemcy             |                                        |
| Arianna Fidanza         | 6 stycznia 1995      | Włochy             | Team BikeExchange-Jayco (2022)         |
| Martina Fidanza         | 5 listopada 1999     | Włochy             | Isolmant-Premac-Vittoria (2021)        |
| Marta Jaskulska         | 25 marca 2000        | Polska             | Liv Racing TeqFind (2023)              |
| Cédrine Kerbaol         | 15 maja 2001         | Francja            | Cofidis (2022)                         |
| Marta Lach              | 26 maja 1997         | Polska             | CCC-Liv (2020)                         |
| Kathrin Schweinberger   | 29 października 1996 | Austria            | Doltcini-Van Eyck-Proximus (2021)      |
| Lin Lea Teutenberg      | 2 lipca 1999         | Niemcy             |                                        |
|                         |                      |                    |                                        |
| Źródło: ProCyclingStats |                      |                    |                                        |